# Franz Hohler
Franz Hohler (* 1. března 1943 Biel) je švýcarský spisovatel, kabaretiér a písničkář, žijící v curyšské čtvrti Oerlikon.

## Ocenění
- 1987: Alemanská cena za literaturu
- 2013: Solothurnská literární cena
- 2014: Cena Johanna Petera Hebela